# William Strong (Politiker)
William Strong (* 1763 in Lebanon, New London County, Colony of Connecticut; † 28. Januar 1840 in Hartford, Vermont) war ein US-amerikanischer Politiker. Zwischen 1811 und 1815 vertrat er den zweiten sowie von 1819 bis 1821 den vierten Wahlbezirk des Bundesstaates Vermont im US-Repräsentantenhaus.

## Werdegang
Das genaue Geburtsdatum von William Strong ist nicht bekannt. Die Quellen gehen aber vom Geburtsjahr 1763 aus. Bereits ein Jahr später zogen seine Eltern mit ihm nach Hartford in Vermont. Dort brachte er sich das meiste Wissen durch Eigenbildung selbst bei. Danach war er hauptsächlich auf dem Gebiet der Landvermessung tätig. Politisch wurde er Mitglied der von Präsident Thomas Jefferson gegründeten Demokratisch-Republikanischen Partei. Zwischen 1798 und 1802 wurde er jedes Jahr, mit Ausnahme des Jahres 1800, in das Repräsentantenhaus von Vermont gewählt. Von 1802 bis 1810 war er Sheriff im Windsor County.
Bei den Kongresswahlen des Jahres 1810 wurde Strong im zweiten Distrikt von Vermont in das US-Repräsentantenhaus in Washington, D.C. gewählt. Dort trat er am 4. März 1811 die Nachfolge von Jonathan Hatch Hubbard von der Föderalistischen Partei an. Nach einer Wiederwahl im Jahr 1812 konnte er bis zum 3. März 1815 im Kongress verbleiben. In diese Zeit fiel der Britisch-Amerikanische Krieg von 1812.
Nach dem Ende seiner ersten Zeit im Kongress war Strong zwischen 1815 und 1818 erneut Abgeordneter im Repräsentantenhaus von Vermont. 1818 wurde er im vierten Distrikt seines Staates erneut in das US-Repräsentantenhaus gewählt. Dort trat er am 4. März 1819 die Nachfolge von Heman Allen an. Bis zum 3. März 1821 absolvierte er dort aber nur eine Legislaturperiode. Gleichzeitig war er von 1819 bis 1821 auch Richter im Windsor County. Im Jahr 1834 war Strong Mitglied der Gutachterkommission (Council of Censors) seines Staates. Er starb im Januar 1840 in Hartford.